# 马拉·莫其德
莫其德·伊安尼·利爾（Mouchid Iyane Ly，1986年12月28日—），一般称作莫其德，塞內加爾职业足球运动员，效力于中国球队深圳队。2010年莫其德又回到转会深圳队前的ASC Linguèren队。
他曾入選塞內加爾国奥和塞內加爾队。